# Perla Servan-Schreiber
Pour les autres membres de la famille, voir Famille Servan-Schreiber.
Perla Servan-Schreiber née Danan, le 4 décembre 1943 à Fès au Maroc, est autrice d'essais et de livres de cuisine. Elle se marie en 1987 avec Jean-Louis Servan-Schreiber, mort en 2020.

## Biographie
Perla Servan-Schreiber est née à Fès au Maroc en 1943 dans une famille de rabbins séfarades de père en fils depuis des siècles, de culture française, vivant de façon modeste. 
Après une licence en droit et sciences politiques à Casablanca, elle arrive à Paris, en 1966, s’inscrit à la Sorbonne pour un DEA et, un an après, travaille dans le domaine de la publicité. Elle épouse Jean-Louis Servan-Schreiber en 1987. Avec son mari, elle devient patronne de presse, lançant de nouveaux projets, créant notamment le magazine Psychologies Magazine en 1998. Elle écrit aussi des essais et des ouvrages, en particulier des ouvrages de cuisine. Sa mère, Simy Danan, avait écrit également un ouvrage de cuisine lié à son parcours, La Nouvelle Cuisine judéo-marocaine, en 1994,,,.
Elle est également chroniqueuse radio à Europe 1 où elle propose chaque vendredi une recette dans l'émission Bienfait, pour vous! (11h/midi) portée par Mélanie Gomez et Julia Vignali. 

### Essais
- Intimités, La Martinière (2024)
- Les promesses de l'âge, Flammarion (2018)
- Ce que la vie m'a appris, Flammarion (2017)
- Et nourrir de plaisir, Stock (1996)
- La féminité : De la liberté au bonheur, Stock (1994)
- le métier de patron écrit avec Jean-Louis Servan-Schreiber, Fayard (1991)
- Mes 77 secrets de vie, La Martinière (2021)

### Portraits
- Jean-Louis Servan-Schreiber et Perla Servan-Schreiber (portraits), Le Métier de patron, Fayard, 1990, 480 p. (ISBN 978-2213024387)

### Livres de cuisine
- Les recettes de ma vie, Flammarion (2019)
- La Cuisine de Perla: 200 recettes saines, simples et savoureuses, La Martinière (2015)
- Desserts: Moins de sucre plus de goût, La Martinière (2012)
- Le Bonheur de cuisiner: 170 recettes pour le partager, La Martinière (2010)

### Podcasts
- « la minute Perla » : https://www.mylittleparis.com/insolite/la-minute-perla
- « quête de sens » :  https://radionotredame.net/emissions/enquetedesens/06-02-2019/